# Gou zhen
Gou zhen (Chinees: 狗阵: Engels: Black Dog) is een Chinese dramafilm uit 2024, geregisseerd en mede geschreven door Guan Hu. De hoofdrollen worden vertolkt door Eddie Peng en Tong Liya.

## Verhaal
Voormalig stuntmotorrijder Lang keert terug naar zijn geboorteplaats aan de rand van de Gobiwoestijn, waar hij een lokale beroemdheid was voordat hij tien jaar geleden naar de gevangenis ging wegens doodslag. Nu hij bij zijn vader woont, moet Lang de wraakzuchtige lokale gangster "Butcher Hu" ontwijken, die Lang verantwoordelijk acht voor de dood van zijn neef. Als er een campagne gestart wordt om ongewenste dieren te verwijderen ter voorbereiding op de Olympische Zomerspelen van 2008 in Peking, gaat Lang mee aan het werk met het vangen van een straathond. Hij sluit echter een onwaarschijnlijke vriendschap met de hond.

## Rolverdeling
| Acteur      | Personage    |
| ----------- | ------------ |
| Eddie Peng  | Lang         |
| Tong Liya   | Grape        |
| Jia Zhangke | oom Yao      |
| Zhou You    | Nie Shili    |
| Zhang Yi    | groepsleider |
| Xin         | de zwerfhond |

## Productie
Guan Hu wilde het verhaal vertellen van gewone mensen die achterbleven door de snelle economische ontwikkeling in China en zocht acteurs die een gevoel van realisme aan het project konden toevoegen. Eddie Peng ontwikkelde zo'n sterke band met Xin, de hond die in de film voorkomt, dat hij de hond adopteerde nadat de opnames waren afgelopen.

## Release en ontvangst
Gou zhen ging op 18 mei 2024 in première op het Filmfestival van Cannes in de Un certain regard-sectie waar hij de Prix un certain regard won. De film kreeg overwegend positieve kritieken van de filmcritici, met een score van 97% op Rotten Tomatoes, gebaseerd op 31 beoordelingen.

## Prijzen en nominaties
De belangrijkste:
| Jaar | Prijs                          | Categorie                    | Genomineerde(n)           | Uitslag       |
| ---- | ------------------------------ | ---------------------------- | ------------------------- | ------------- |
| 2025 | Film Independent Spirit Awards | Beste internationale film    | Beste internationale film | In afwachting |
| 2024 | Filmfestival van Cannes        | Prix un certain regard       | Guan Hu                   | Gewonnen      |
| 2024 | Filmfestival van Cannes        | Palme Dog Grand Prix du jury | Xin                       | Gewonnen      |